# Норовой шмель
Норовой шмель (лат. Bombus lucorum) — вид шмелей.

## Описание
Самки имеют длину 19—22 мм, рабочие — 10—15 мм и самцы — 11—22 мм.
По окраске норовой шмель похож на земляного шмеля (Bombus terrestris), но желтоватое опушение передней части спинки и на 2-м тергите брюшка светлее.

## Распространение
Европа, Азия, Северная Америка (от тундры до пустынь и тропиков). Один из самых широко распространённых видов рода.

## Охранный статус
Включён в Красные книги Республики Мордовия и Челябинской области.

## Галерея

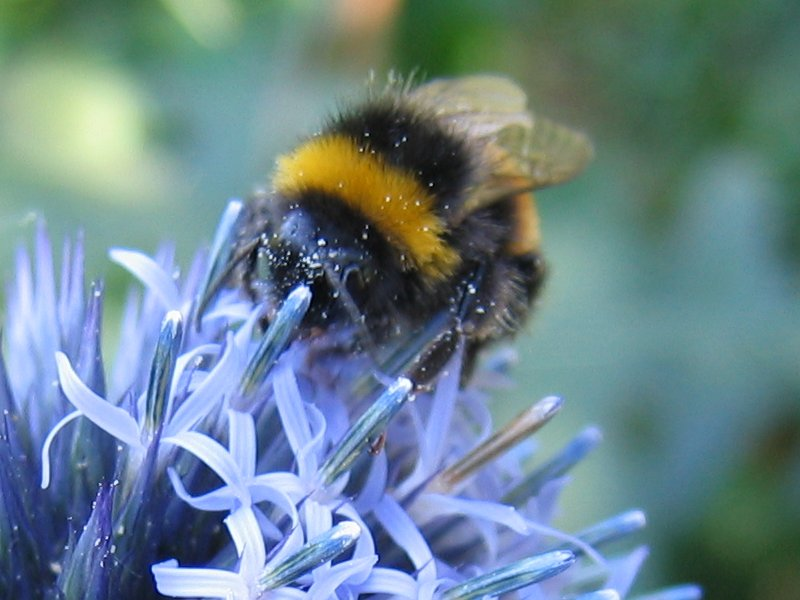
Bombus lucorum на цветке Echinops ritro
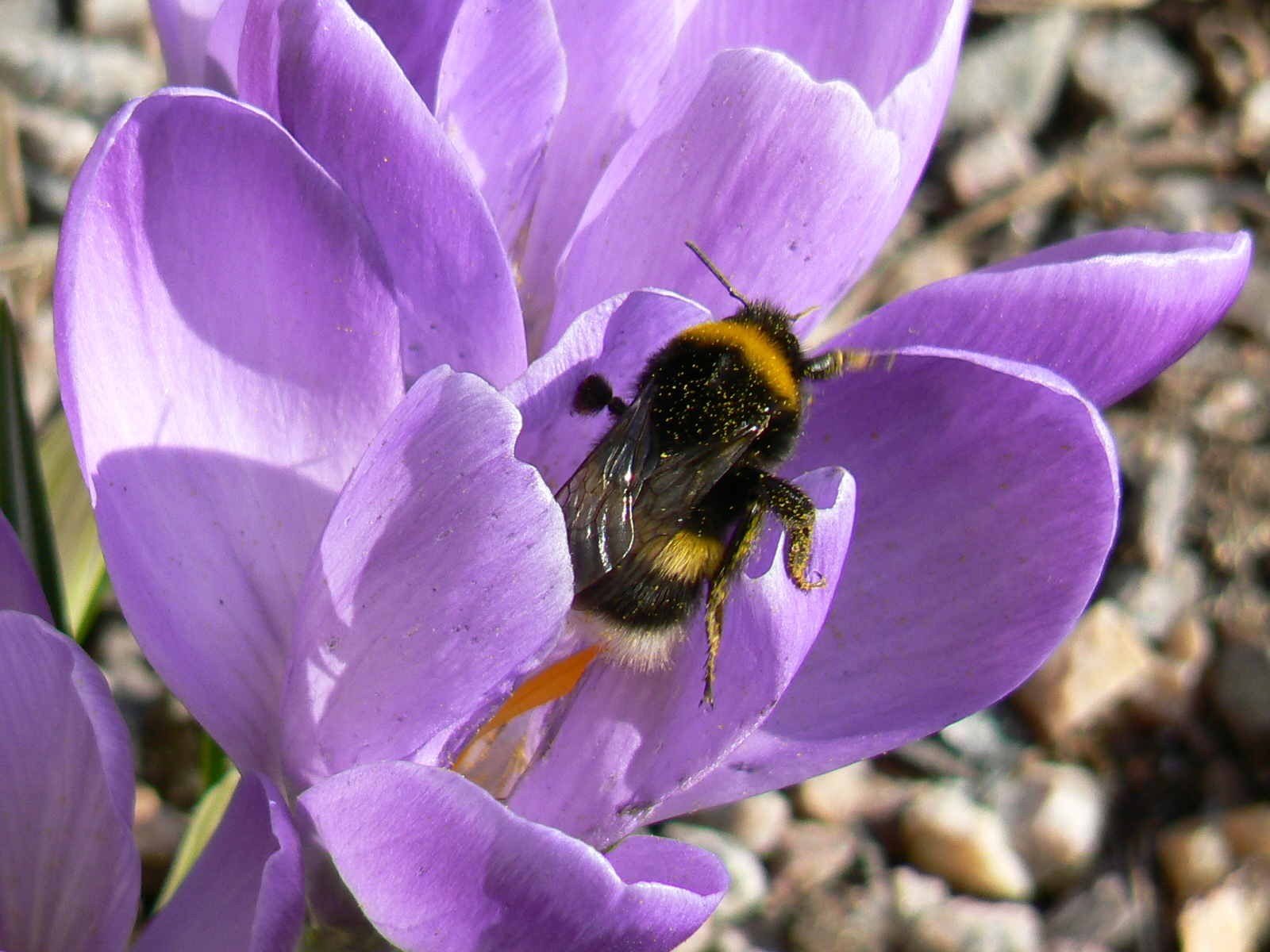
Bombus lucorum
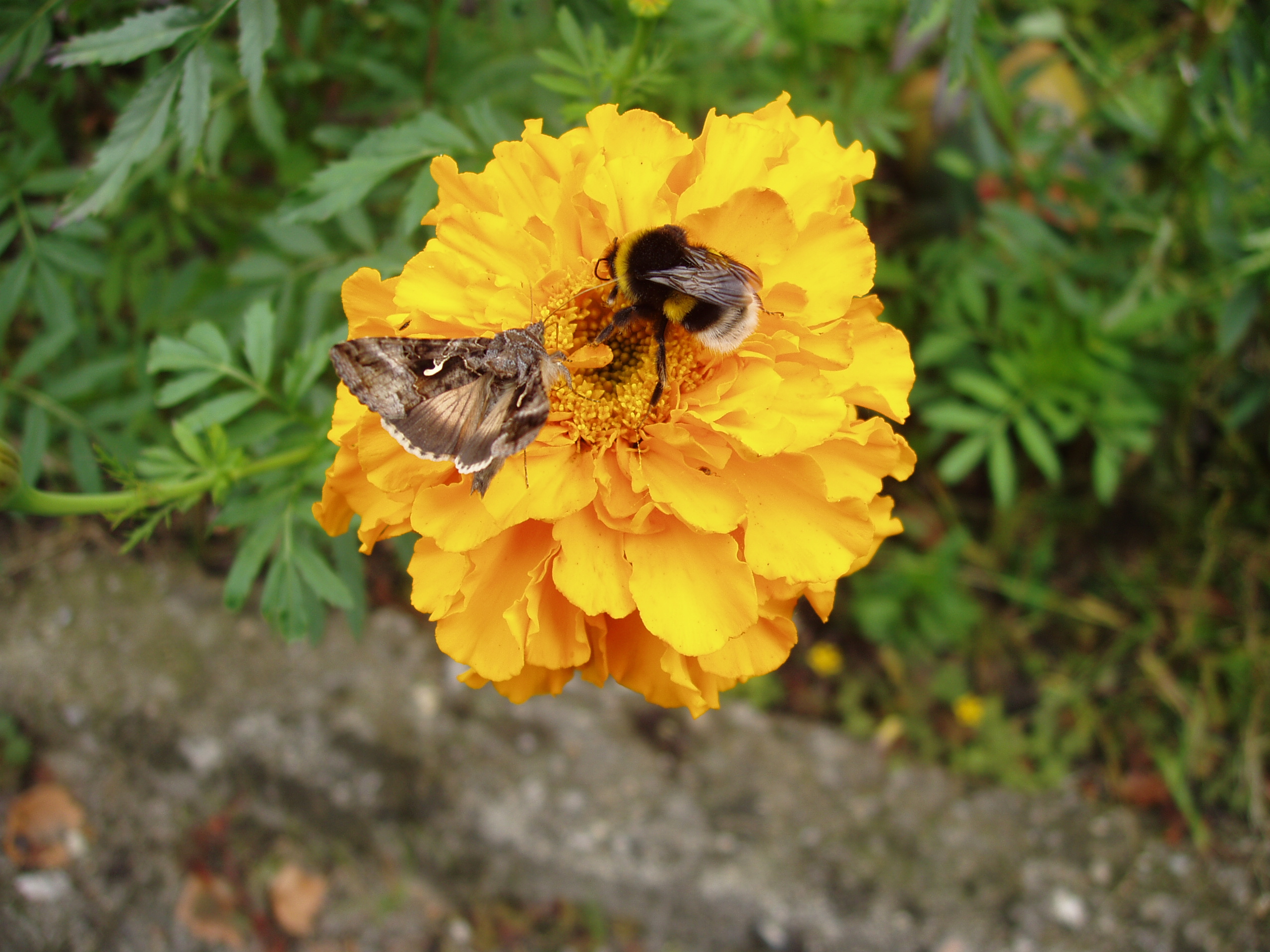
Bombus terrestris или B. lucorum и Autographa gamma
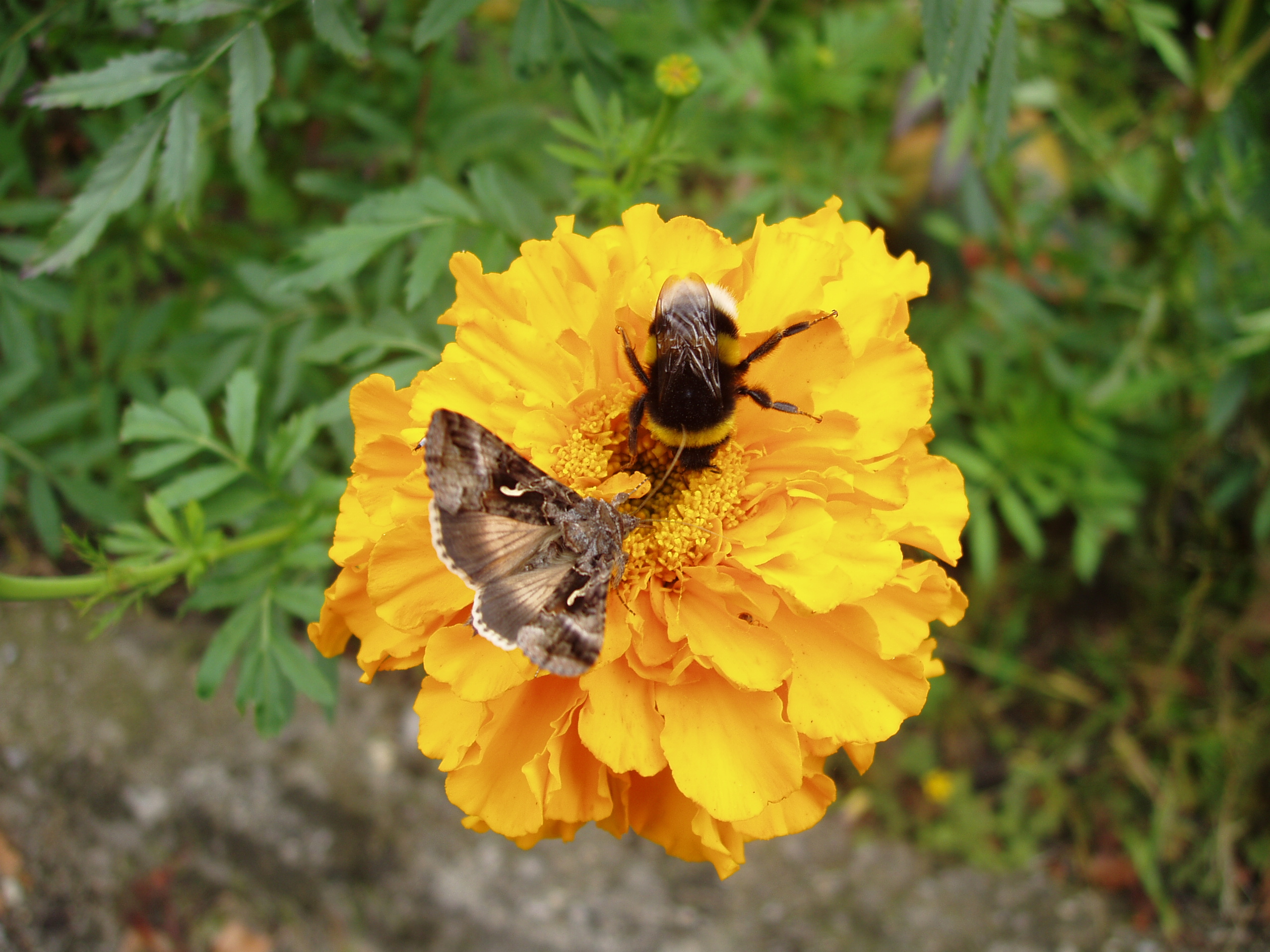
Bombus terrestris или  B. lucorum и Autographa gamma
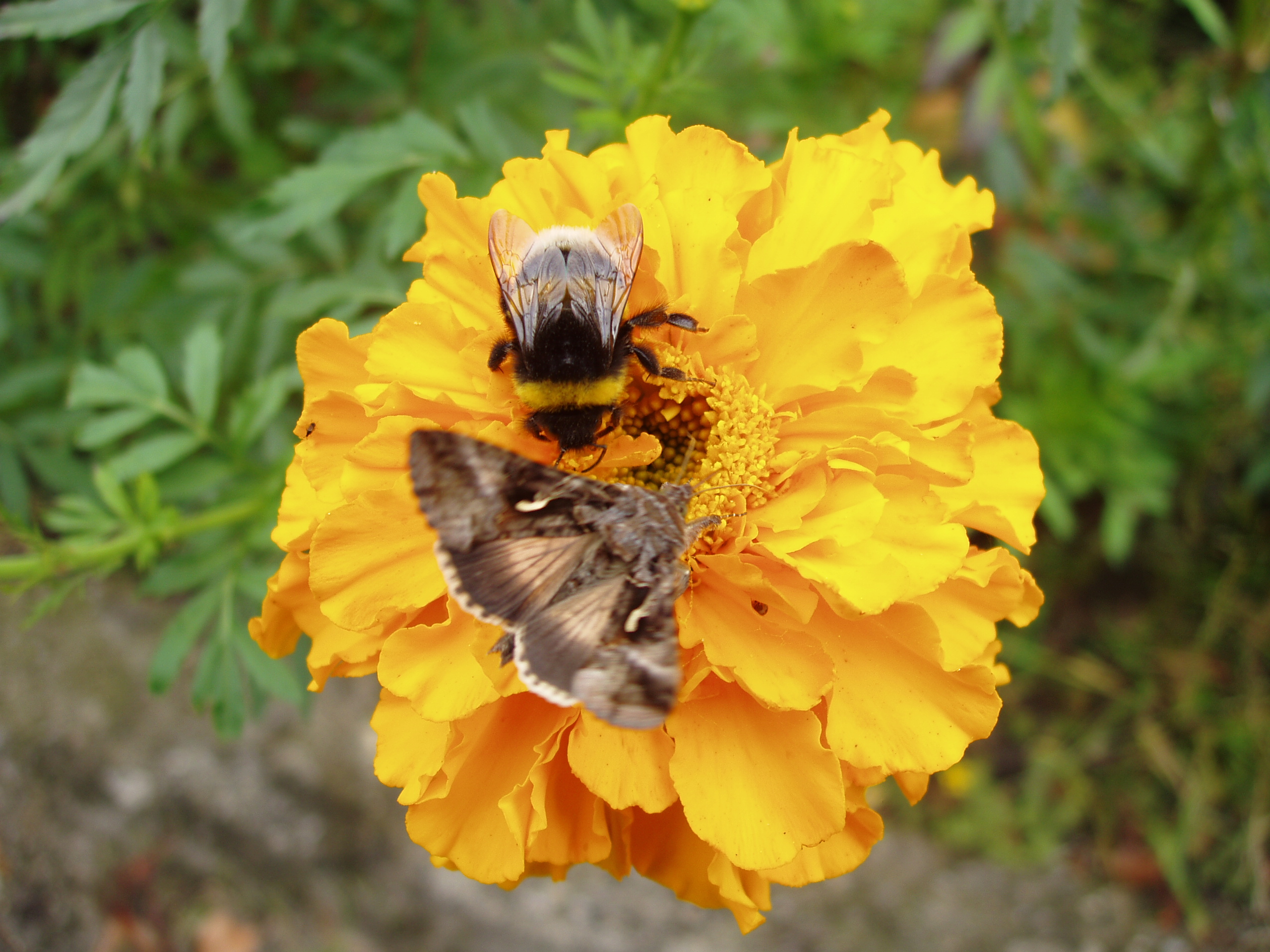
Bombus terrestris или  B. lucorum и Autographa gamma
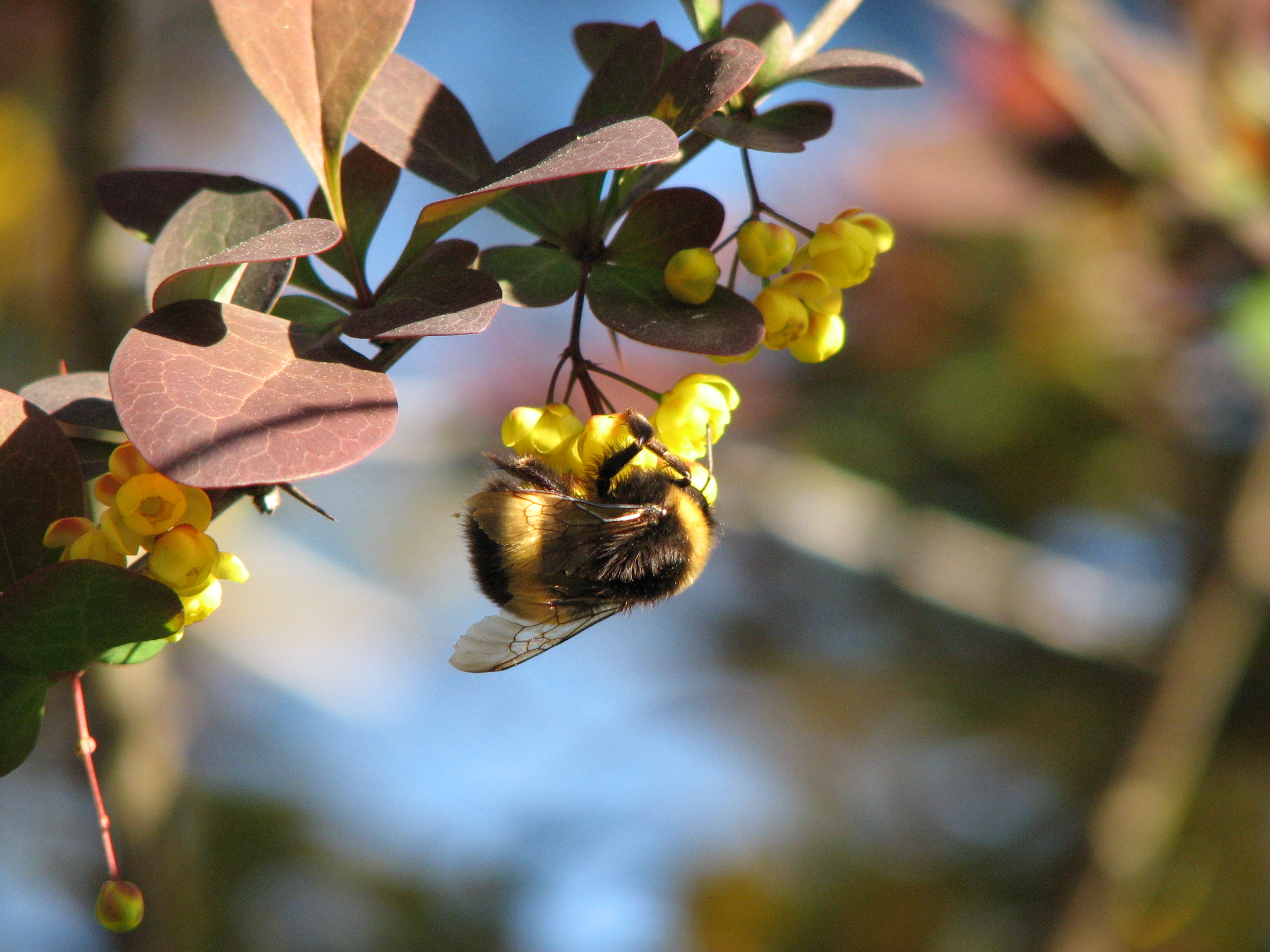
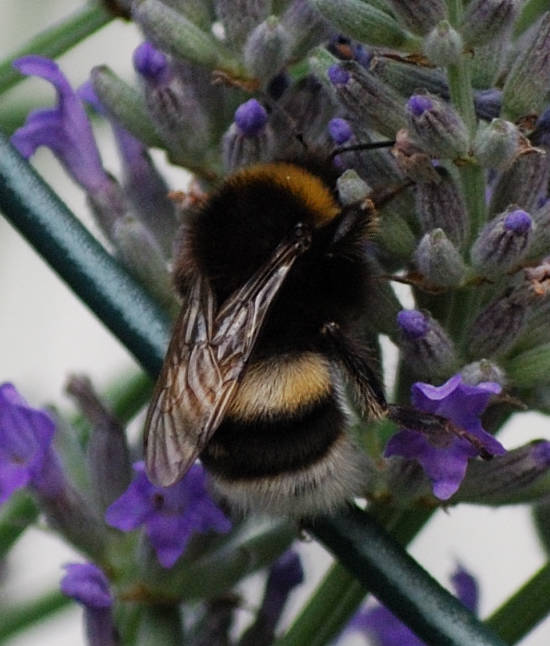
Bombus lucorum, Mainz, ФРГ
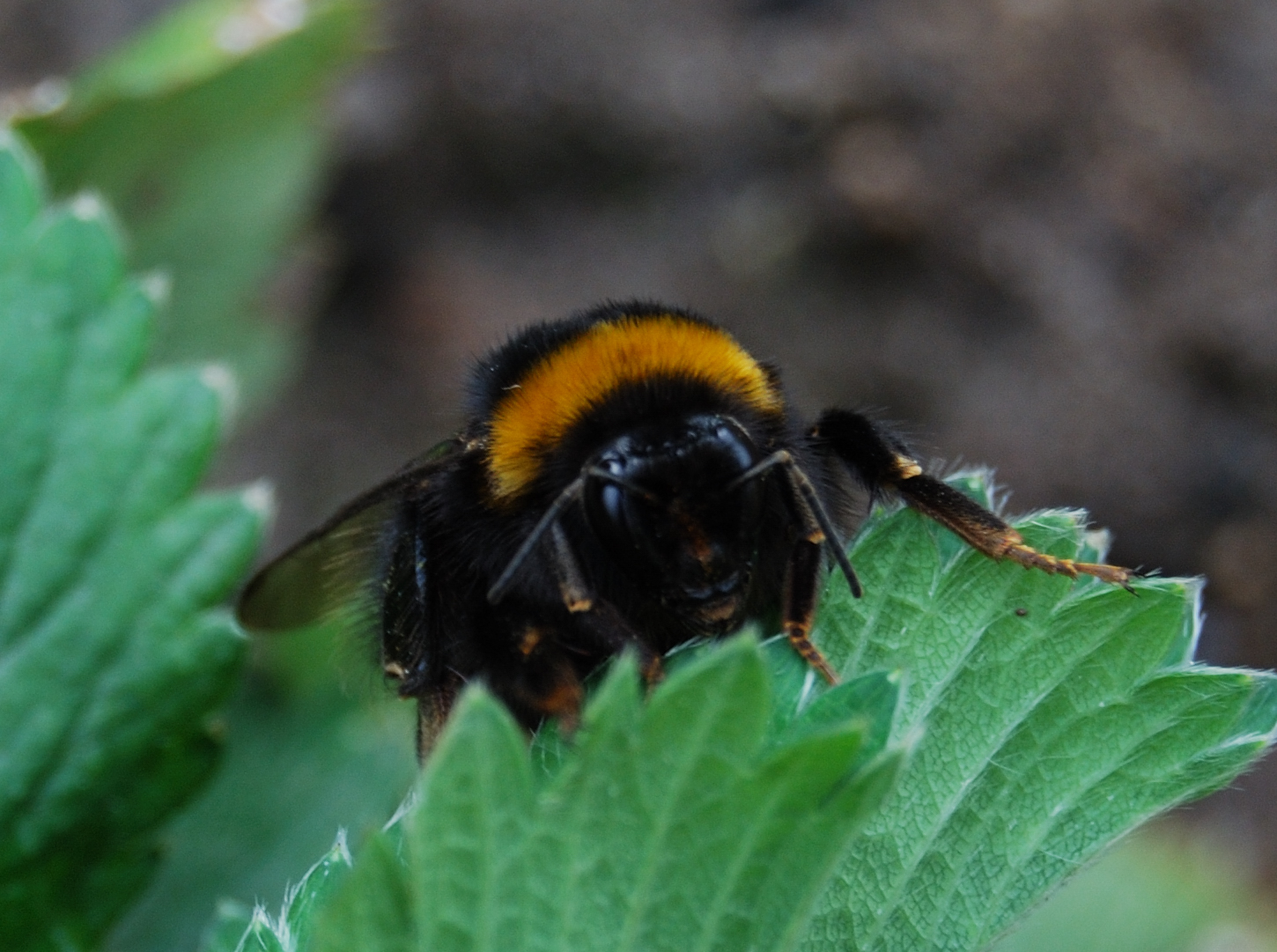
Bombus lucorum, Mainz, ФРГ